# Frederic al II-lea de Habsburg
Frederic al II-lea de Habsburg (n. 10 februarie 1327 – d. 11 decembrie 1344, Neuberg an der Mürz) a fost fiul lui Otto cel Vesel (1301–1339) și al soției sale, Elisabeta a Bavariei Inferioare (1305–1330), fiica ducelui Ștefan I al Bavariei. Leopold al II-lea de Habsburg a fost fratele său mai mic. 
În 1337 Frederic a fost dat spre educare mătușii sale, regina văduvă Agnes a Ungariei, care se afla la Mănăstirea Königsfelden. În 1339 Frederic a fost adus în Austria de unchiul său Albert al II-lea care i-a permis să participe la negocieri și să cunoască persoane importante deoarece urma să preia titlul și stăpânirea teritoriilor tatălui său. El a locuit în Castelul Lenzburg din cantonul Argovia, timp în care a stăpânit Austria Anterioară. În 1339 el a revendicat Bavaria Inferioară ca teritoriu ereditar moștenit de la mama sa. Totuși, împăratul Ludovic al IV-lea i-a respins cererea. Frederic urma să se căsătorească cu prințesa Ioana, fiica regelui Eduard al  III-lea al Angliei, logodna lor fiind agreată de Ludovic al IV-lea încă de când Frederic avea opt ani. Căsătoria stabilită în 1337 a fost amânată de Eduard al III-lea pentru că cei doi erau prea tineri, iar moartea timpurie a lui Frederic a zădărnicit acest plan. Alte surse susțin că Eduard al III-lea ar fi revenit ulterior asupra promisiunii de căsătorie datorită neîndeplinirii dorinței sale de încheiere a unei alianțe împotriva Franței. La vârsta de 16 ani a participat cu succes la un turnir în Boemia. Frederic a murit în mod surprinzător în 1344 după moartea, de asemenea neașteptată, a fratelui său mai mic, Leopold. Contemporanii au presupus otrăvirea ca fiind cauza ambelor decese.